# Tatiana Zaslávskaya
Tatiana Ivánovna Zaslávskaya (Татьяна Ивановна Заславская) (Kiev, 9 de septiembre de 1927 – Moscú, 23 de agosto de 2013) fue una socióloga y economista rusa, teórica de la perestroika. Autora y coautora de varios libros acerca de la economía de la Unión Soviética (especializándose en agricultura) y una gran cantidad de papeles de investigación. Fue miembro del Comité Consultante del Presidente de Rusia de 1991 a 1992.

## Algunas publicaciones
- 1990, The Second Socialist Revolution: An Alternative Soviet Strategy, edic. US: "The Second World" book series) Indiana University Press, 241 pp. ISBN 0-253-36860-X, ISBN 0-253-20614-6 (paperback)

- 1984, "The Novosibirsk Report", Survey 28 ( 1): 83–109

- 2002, "The structure of social change in Russia. The purpose and the results of Russian reforms." Russian Social Science Review 43 (3)traducido de Obshchestvo i ekonomika, 1999 (3-4)

- 2002, "The socio-structural aspect of the transformation of Russian society". Sociological Research 41 ( 6). Traducido de Sotsiologicheskie issledovaniia, 2001 (8) of Demidov lecture

- 2003, "On the social mechanism of post communist transformation in Russia". Sociological Res 42 ( 6). Traducido de Sotsiologicheskie issledovaniia, 2002 (8)

- 2004, "Contemporary Russian society", Sociological Res. 45 ( 4). Traducido de Obschestvennye nauki i sovremennost, (5)